# Pauvre Martin
Pour les articles homonymes, voir Martin.
Pauvre Martin est une chanson de Georges Brassens, créée en 1953, figurant dans l'album Le Vent.

## Thématique
Dans cette chanson triste et mélancolique, inspirée de l'œuvre de François Villon, Brassens évoque la situation des salariés agricoles et des petits propriétaires fonciers qui triment sur une petite exploitation agricole et qui en tirent le minimum vital, modestement, sans se plaindre.

## Reprises, adaptations ou inspirations
- Barbara reprend la chanson en 1960.
- Jean Ferrat s'en inspire dans « Bicentenaire », une chanson où il reprend le vers : « Pauvre Martin, pauvre misère… ».
- La chanson a fait l'objet d'une adaptation en langue berbère (tamazight) par l'homme de lettre algérien Mohya. Ainsi, Le pauvre Martin devient « Muh n Muh » et chantée par le groupe Djurdjura[réf. nécessaire][1]
- Gutter Demons[2] reprend la chanson sur l'album Room 209[3].
- Jacques Yvart l'interprète en espéranto sur le disque Jacques Yvart kantas Georges (1998).

## Compléments